# George Faulkner (zapaśnik)
George Alan Faulkner (ur. 15 stycznia 1888 w Birmingham, zm. 13 października 1974 w Ilfracombe) – brytyjski zapaśnik walczący w obu stylach. Olimpijczyk z Londynu 1908, gdzie zajął dziewiąte miejsce w obu stylach.
- Turniej w Londynie 1908 – styl klasyczny

Przegrał z Duńczykiem Andersem Mollerem.
- Turniej w Londynie 1908 – 73 kg

Przegrał ze swoim rodakiem Williamem Woodem.